# 末續站
末續站（日语：／ Suetsugi eki */?）是一個位於日本福島縣磐城市久之濱町末續字代，屬於東日本旅客鐵道（JR東日本）常磐線的鐵路車站。

## 車站構造
對向式月台2面2線的地面車站。月台之間以跨線天橋聯絡。

### 月台配置
| 月台 | 路線    | 方向 | 目的地           |
| ---- | ------- | ---- | ---------------- |
| 1    | ■常磐線 | 下行 | 原之町、仙台方向 |
| 2    | ■常磐線 | 上行 | 磐城、水戶方向   |

（來源：JR東日本:車站構內圖 （页面存档备份，存于））

## 使用情況
2004年度1日平均上車人次為63人。
| 上車人次推移 | 上車人次推移 |
| 年度         | 1日平均人數  |
| ------------ | ------------ |
| 2000         | 68           |
| 2001         | 63           |
| 2002         | 63           |
| 2003         | 60           |
| 2004         | 63           |

## 相鄰車站
東日本旅客鐵道（JR東日本）
■常磐線
久之濱－末續－廣野

## 外部連結
- 車站資訊（末續）：東日本旅客鐵道